# Fenais da Ajuda
Fenais da Ajuda es una freguesia portuguesa perteneciente al municipio de Ribeira Grande, situado en la Isla de São Miguel, Región Autónoma de Azores. Posee un área de 14,33 km² y una población total de 1 269 habitantes (2001). La densidad poblacional asciende a 88,6 hab/km². Se encuentra a una latitud de 37°51' N y una longitud 25°19' O. La freguesia se encuentra a 1 m s. n. m.
- Datos: Q2451767
- Multimedia: Fenais da Ajuda / Q2451767

1. ↑  Worldpostalcodes.org,código postal n.º 9625-025.